# Краван (Јон)
Краван (фр. Cravant) насеље је и општина у источном делу централне Француске у региону Бургоња, у департману Јон која припада префектури Осер.
По подацима из 2011. године у општини је живело 817 становника, а густина насељености је износила 36,25 становника/km². Општина се простире на површини од 22,54 km². Налази се на средњој надморској висини од 121 метар (максималној 289 m, а минималној 106 m).

## Демографија
| 1962. | 1968. | 1975. | 1982. | 1990. | 1999. | 2011. |
| ----- | ----- | ----- | ----- | ----- | ----- | ----- |
| 747   | 755   | 748   | 756   | 794   | 824   | 817   |

График промене броја становника у току последњих година